# Projektive Darstellung
Im Bereich der mathematischen Darstellungstheorie ist eine projektive Darstellung einer Gruppe G auf einem Vektorraum V über einem Körper K ein Homomorphismus {\displaystyle \Pi } von G in die projektive lineare Gruppe:
{\displaystyle \Pi \colon G\rightarrow PGL(V)}

## Definition
Sei G eine Gruppe. Eine projektive Darstellung von G über einem Körper K hat folgende gleichwertige Definitionen:
- Sie beschreibt einen Homomorphismus von G zur projektiven allgemeinen linearen Gruppe für einen Vektorraum über K.
- Sie ist eine Abbildung {\displaystyle \alpha \colon G\rightarrow GL(V)} ({\displaystyle GL} ist die allgemeine lineare Gruppe), für die es eine skalarwertige Funktion {\displaystyle f\colon G\times G\rightarrow K^{*}} gibt, sodass

{\displaystyle \alpha (gh)=f(g,h)\alpha (g)\alpha (h)}.
Zwei projektive Darstellungen {\displaystyle \alpha _{1}\colon G\rightarrow GL(V_{1})} und {\displaystyle \alpha _{2}\colon G\rightarrow GL(V_{2})} über einem Körper K heißen projektiv äquivalent, falls ein Vektorraum-Isomorphismus {\displaystyle F\colon V_{1}\rightarrow V_{2}} und eine Funktion (nicht notwendigerweise ein Homomorphismus) {\displaystyle \theta \colon G\rightarrow K^{*}} existiert, sodass für jedes {\displaystyle g\in G} und {\displaystyle v\in V_{1}} gilt:
{\displaystyle F(\alpha _{1}(g)\cdot v)=\theta (g)(\alpha _{2}(g)\cdot F(v))}
In anderen Worten unterscheiden sich die beiden durch ein skalares Vielfaches mit einem Basiswechsel-Isomorphismus.

## Lineare und projektive Darstellungen
Jede lineare Darstellung {\displaystyle G\rightarrow GL(V)} ruft eine projektive Darstellung {\displaystyle G\rightarrow PGL(V)} durch Zusammensetzung der Darstellungen mit der Quotientenabbildung {\displaystyle GL(V)\rightarrow PGL(V)} hervor. Allerdings entsteht nicht jede projektive Darstellung aus einer linearen.
Mehrere verschiedene lineare Darstellungen können zu derselben projektiven Darstellung führen: Zwei lineare Darstellungen sind genau dann projektiv äquivalent, falls eine der beiden durch Multiplikationen der anderen mit einer eindimensionalen Darstellung hergeleitet werden kann. Daraus ergibt sich, dass alle eindimensionalen Darstellungen projektiv äquivalent zueinander sind.